# San Luis Potosí Challenger 2012
Il San Luis Potosí Challenger 2012 è stato un torneo professionistico di tennis maschile giocato sulla terra rossa. È stata la 26ª edizione del torneo che fa parte dell'ATP Challenger Tour nell'ambito dell'ATP Challenger Tour 2012. Si è giocato a San Luis Potosí in Messico dal 2 all'8 aprile 2012.

## Partecipanti

### Teste di serie
| Nazionalità | Giocatore             | Ranking* | Testa di serie |
| ----------- | --------------------- | -------- | -------------- |
| Italia      | Paolo Lorenzi         | 81       | 1              |
| Spagna      | Rubén Ramírez Hidalgo | 121      | 2              |
| Spagna      | Arnau Brugués-Davi    | 152      | 3              |
| Italia      | Matteo Viola          | 154      | 4              |
| Rep. Ceca   | Jan Mertl             | 211      | 5              |
| Canada      | Érik Chvojka          | 223      | 6              |
| Moldavia    | Roman Borvanov        | 235      | 7              |
| Colombia    | Alejandro González    | 255      | 8              |

- Ranking al 19 marzo 2012.

### Altri partecipanti
Giocatori che hanno ricevuto una wild card:
- Luis Patiño
- Miguel Angel Reyes-Varela
- Bruno Rodríguez
- Manuel Sánchez

Giocatori passati dalle qualificazioni:
- Júlio César Campozano
- Mauricio Echazú
- Andrej Martin
- Denis Zivkovic
- Fabiano de Paula (lucky loser)

## Campioni

### Singolare
Rubén Ramírez Hidalgo ha battuto in finale  Paolo Lorenzi con il punteggio di 3–6, 6–3, 6–4.

### Doppio
Nicholas Monroe /  Simon Stadler hanno battuto in finale  Andre Begemann /  Jordan Kerr con il punteggio di 3–6, 7–5, [10–7].